# 海部郡 (徳島県)
- 令制国一覧 > 南海道 > 阿波国 > 海部郡
- 日本 > 四国地方 > 徳島県 > 海部郡

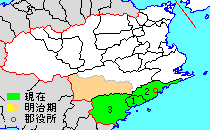
徳島県海部郡の位置（1.牟岐町 2.美波町 3.海陽町 薄黄：後に他郡に編入された区域）

現在の徳島県海部郡

海部郡（かいふぐん）は、徳島県（阿波国）の郡である。
人口16,143人、面積525.03km²、人口密度30.7人/km²。（2025年2月1日、推計人口）
以下の3町を含む。
- 牟岐町（むぎちょう）
- 美波町（みなみちょう）
- 海陽町（かいようちょう）

## 郡域
1879年（明治12年）に行政区画として発足した当時の郡域は、上記3町のほか、那賀郡那賀町の一部（川俣、深森、古屋、小計、大戸、平谷、大殿、白石、木頭折宇、木頭北川より南西）にあたる。

### 上灘・下灘
江戸時代から見える海部郡の広域通称名。現在の美波町・牟岐町にわたる郡北東部一帯を上灘(かみなだ)と称し、現海陽町の一帯を下灘(しもなだ)という。

## 歴史
平安時代末期に那賀郡の南部が分立した。

### 原始・古代
- 海部郡は那賀郡から分離・独立して成立したが、阿波志によると海部郡には「和名抄」に記されてある那賀郡海部郷・和射郷が含まれていたという説がある。
- 阿波国郡史によると、阿南市福井町椿地にある寿永四年(元暦二年、1185年)正月二八日の線刻弥勒菩薩坐像銘に「阿波国海部郡福井里大谷」とあり、海部郡は同年以前に成立していたものと思われる。

### 中世
- 宍咋庄、福井庄、海部郷、浅河郷、牟岐郷、日和佐保などがその頃には成立する。

### 近世以降の沿革
- 明治初年時点で、全域が阿波徳島藩領であった。「旧高旧領取調帳」に記載されている村は以下の通り。（53村11浦）

阿部浦、伊座利浦、東由岐浦、西由岐浦、志和岐浦、木岐浦、木岐村、田井村、北河内村、西河内村、赤松村、山河内村、奥河内村、日和佐浦、恵比須浜村、橘村、辺川村、河内村、中村、牟岐浦、内妻村、浅川村、浅川浦、川長村、灘村、四方原村、大里村、鞆浦、奥浦、高園村、野江村、芝村、熟田村、吉野村、多良村、富田村、吉田村、大井村、中山村、櫛川村、相川村、若松村、神野村、平井村、小川村、宍喰浦、久保村、日比原村、尾崎村、芥附村、広岡村、角坂村、塩深村、船津村、久尾村、小谷村、平谷村、古屋村、海川村、南宇村、助村、折宇村、出原村、北川村、和無田村、西宇村
- 明治4年
  - 7月14日（1871年8月29日） - 廃藩置県により徳島県（第1次）の管轄となる。
  - 11月15日（1871年12月26日） - 第1次府県統合により名東県の管轄となる。
- 明治9年（1876年）8月21日 - 第2次府県統合により高知県の管轄となる。
- 明治12年（1879年）1月4日[1] - 郡区町村編制法の高知県での施行により行政区画としての海部郡が発足。郡役所が奥河内村に設置。
- 明治13年（1880年）3月2日 - 徳島県（第2次）の管轄となる。

### 町村制以降の沿革

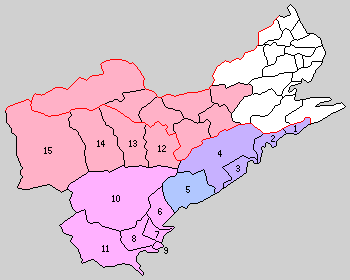
1.阿部村 2.三岐田村 3.日和佐村 4.赤河内村 5.牟岐村 6.浅川村 7.川東村 8.川西村 9.鞆奥村 10.川上村 11.宍喰村 12.下木頭村 13.中木頭村 14.上木頭村 15.奥木頭村（紫：美波町 桃：海陽町 赤：那賀郡那賀町 青：合併なし）

- 明治22年（1889年）10月1日 - 町村制の施行により、以下の各村が発足。郡役所の所在地が日和佐村となる。（15村）
  - 阿部村 ← 阿部浦、伊座利浦（現・美波町）
  - 三岐田村 ← 西由岐浦、志和岐浦、西由岐村[2]、東由岐浦、木岐浦、木岐村、田井村（現・美波町）
  - 日和佐村 ← 日和佐浦[3]、奥河内村、恵比須浜村[4]（現・美波町）
  - 赤河内村 ← 北河内村、西河内村、山河内村、赤松村（現・美波町）
  - 牟岐村 ← 河内村、辺川村、橘村、牟岐浦、灘村、川長村、中村、内妻村（現・牟岐町）
  - 浅川村 ← 浅川村、浅川浦（現・海陽町）
  - 川東村 ← 大里村、四方原村、多良村、吉野村、熟田村（現・海陽町）
  - 川西村 ← 高園村、野江村、芝村、中山村、櫛川村、吉田村、富田村、大井村（現・海陽町）
  - 鞆奥村 ← 鞆浦、奥浦（現・海陽町）
  - 川上村 ← 平井村、小川村、神野村、若松村、相川村（現・海陽町）
  - 宍喰村 ← 宍喰浦、久保村、日比原村、尾崎村、久尾村、船津村、塩深村、角坂村、芥附村、広岡村、小谷村（現・海陽町）
  - 下木頭村 ← 古屋村、小計村[5]、大戸村[5]、深森村[5]、川俣村[5]（現・那賀郡那賀町）
  - 中木頭村 ← 成瀬村[6]、符殿村[6]、丈ヶ谷村[6]、御所谷村[6]、大殿村[6]、平谷村、白石村[6]（現・那賀郡那賀町）
  - 上木頭村 ← 海川村、出原村、和無田村、助村（現・那賀郡那賀町）
  - 奥木頭村 ← 南宇村、折宇村、北川村、西宇村（現・那賀郡那賀町）
- 明治24年（1891年）4月1日 - 郡制を施行。
- 明治40年（1907年）1月1日 - 日和佐村が町制施行して日和佐町となる。（1町14村）
- 明治44年（1911年）10月1日 - 上木頭村が廃止され、一部（和無田・出原）が奥木頭村に編入、残部（海川・助）に改めて上木頭村が発足。
- 大正4年（1915年）11月10日 - 牟岐村が町制施行して牟岐町となる。（2町13村）
- 大正11年（1922年）4月17日 - 三岐田村が町制施行して三岐田町となる。（3町12村）
- 大正12年（1923年）
  - 1月1日 - 鞆奥村が町制施行して鞆奥町となる。（4町11村）
  - 4月1日 - 郡会が廃止。郡役所は存続。
- 大正13年（1924年）8月10日 - 宍喰村が町制施行して宍喰町となる。（5町10村）
- 大正15年（1926年）7月1日 - 郡役所が廃止。以降は地域区分名称となる。
- 昭和4年（1929年）7月1日 - 下木頭村が那賀郡宮浜村に編入。（5町9村）
- 昭和8年（1933年）1月1日 - 奥木頭村が改称して木頭村となる。
- 昭和23年（1948年）6月1日 - 赤河内村の一部（北河内字田井）が日和佐町に編入。
- 昭和26年（1951年）1月1日 - 中木頭村・上木頭村・木頭村の所属郡が那賀郡に変更。（5町6村）
- 昭和30年（1955年）
  - 2月11日 - 三岐田町が阿部村を編入のうえ改称して由岐町となる。（5町5村）
  - 3月31日（6町1村）
    - 鞆奥町・川西村が合併して海部町が発足。
    - 浅川村・川東村・川上村が合併して海南町が発足。
- 昭和31年（1956年）9月30日 - 赤河内村が日和佐町を編入のうえ町制施行して赤河内町となる。赤河内町が即日改称して日和佐町となる。（6町）
- 平成18年（2006年）3月31日（3町）
  - 海南町・海部町・宍喰町が合併して海陽町が発足。
  - 由岐町・日和佐町が合併して美波町が発足。

### 変遷表
| 明治22年以前 | 明治22年以前 | 明治22年 10月1日 町村制施行 | 明治22年 - 大正15年            | 昭和元年 - 昭和19年              | 昭和20年 - 昭和29年                        | 昭和30年 - 昭和64年                                    | 昭和30年 - 昭和64年                                         | 平成元年 - 現在        | 現在          |
| ------------ | ------------ | --------------------------- | ------------------------------ | -------------------------------- | ------------------------------------------ | ------------------------------------------------------ | ----------------------------------------------------------- | ---------------------- | ------------- |
| 西由岐浦     | 西由岐浦     | 三岐田村                    | 大正11年4月17日 町制 三岐田町  | 三岐田町                         | 三岐田町                                   | 昭和30年2月11日 改称 由岐町                            | 昭和30年2月11日 改称 由岐町                                 | 平成18年3月31日 美波町 | 美波町        |
| 志和岐村     |              | 三岐田村                    | 大正11年4月17日 町制 三岐田町  | 三岐田町                         | 三岐田町                                   | 昭和30年2月11日 改称 由岐町                            | 昭和30年2月11日 改称 由岐町                                 | 平成18年3月31日 美波町 | 美波町        |
| 西由岐村     |              | 三岐田村                    | 大正11年4月17日 町制 三岐田町  | 三岐田町                         | 三岐田町                                   | 昭和30年2月11日 改称 由岐町                            | 昭和30年2月11日 改称 由岐町                                 | 平成18年3月31日 美波町 | 美波町        |
| 東由岐浦     |              | 三岐田村                    | 大正11年4月17日 町制 三岐田町  | 三岐田町                         | 三岐田町                                   | 昭和30年2月11日 改称 由岐町                            | 昭和30年2月11日 改称 由岐町                                 | 平成18年3月31日 美波町 | 美波町        |
| 木岐浦       |              | 三岐田村                    | 大正11年4月17日 町制 三岐田町  | 三岐田町                         | 三岐田町                                   | 昭和30年2月11日 改称 由岐町                            | 昭和30年2月11日 改称 由岐町                                 | 平成18年3月31日 美波町 | 美波町        |
| 木岐村       |              | 三岐田村                    | 大正11年4月17日 町制 三岐田町  | 三岐田町                         | 三岐田町                                   | 昭和30年2月11日 改称 由岐町                            | 昭和30年2月11日 改称 由岐町                                 | 平成18年3月31日 美波町 | 美波町        |
| 田井村       |              | 三岐田村                    | 大正11年4月17日 町制 三岐田町  | 三岐田町                         | 三岐田町                                   | 昭和30年2月11日 改称 由岐町                            | 昭和30年2月11日 改称 由岐町                                 | 平成18年3月31日 美波町 | 美波町        |
| 阿部浦       | 阿部浦       | 阿部村                      | 阿部村                         | 阿部村                           | 阿部村                                     | 昭和30年2月11日 三岐田町に編入 即日改称 由岐町         | 昭和30年2月11日 三岐田町に編入 即日改称 由岐町              | 平成18年3月31日 美波町 | 美波町        |
| 伊座利浦     |              | 阿部村                      | 阿部村                         | 阿部村                           | 阿部村                                     | 昭和30年2月11日 三岐田町に編入 即日改称 由岐町         | 昭和30年2月11日 三岐田町に編入 即日改称 由岐町              | 平成18年3月31日 美波町 | 美波町        |
| 日和佐浦     | 日和佐浦     | 日和佐村                    | 明治40年1月1日 町制 日和佐町   | 日和佐町                         | 日和佐町                                   | 昭和31年4月30日 赤河内村に編入 即日町制・改称 日和佐町 | 昭和31年4月30日 赤河内村に編入 即日町制・改称 日和佐町      | 平成18年3月31日 美波町 | 美波町        |
| 奥河内村     |              | 日和佐村                    | 明治40年1月1日 町制 日和佐町   | 日和佐町                         | 日和佐町                                   | 昭和31年4月30日 赤河内村に編入 即日町制・改称 日和佐町 | 昭和31年4月30日 赤河内村に編入 即日町制・改称 日和佐町      | 平成18年3月31日 美波町 | 美波町        |
| 恵比須浜村   |              | 日和佐村                    | 明治40年1月1日 町制 日和佐町   | 日和佐町                         | 日和佐町                                   | 昭和31年4月30日 赤河内村に編入 即日町制・改称 日和佐町 | 昭和31年4月30日 赤河内村に編入 即日町制・改称 日和佐町      | 平成18年3月31日 美波町 | 美波町        |
| 北河内村     | 字田井       | 赤河内村                    | 赤河内村                       | 赤河内村                         | 昭和23年6月1日 日和佐町に編入              | 昭和31年4月30日 赤河内村に編入 即日町制・改称 日和佐町 | 昭和31年4月30日 赤河内村に編入 即日町制・改称 日和佐町      | 平成18年3月31日 美波町 | 美波町        |
| 北河内村     | その他       | 赤河内村                    | 赤河内村                       | 赤河内村                         | 赤河内村                                   | 昭和31年4月30日 町制・改称 日和佐町                    | 昭和31年4月30日 町制・改称 日和佐町                         | 平成18年3月31日 美波町 | 美波町        |
| 西河内村     |              | 赤河内村                    | 赤河内村                       | 赤河内村                         | 赤河内村                                   | 昭和31年4月30日 町制・改称 日和佐町                    | 昭和31年4月30日 町制・改称 日和佐町                         | 平成18年3月31日 美波町 | 美波町        |
| 山河内村     |              | 赤河内村                    | 赤河内村                       | 赤河内村                         | 赤河内村                                   | 昭和31年4月30日 町制・改称 日和佐町                    | 昭和31年4月30日 町制・改称 日和佐町                         | 平成18年3月31日 美波町 | 美波町        |
| 赤松村       |              | 赤河内村                    | 赤河内村                       | 赤河内村                         | 赤河内村                                   | 昭和31年4月30日 町制・改称 日和佐町                    | 昭和31年4月30日 町制・改称 日和佐町                         | 平成18年3月31日 美波町 | 美波町        |
| 河内村       | 河内村       | 牟岐村                      | 大正4年11月10日 町制 牟岐町    | 牟岐町                           | 牟岐町                                     | 牟岐町                                                 | 牟岐町                                                      | 牟岐町                 | 牟岐町        |
| 辺川村       |              | 牟岐村                      | 大正4年11月10日 町制 牟岐町    | 牟岐町                           | 牟岐町                                     | 牟岐町                                                 | 牟岐町                                                      | 牟岐町                 | 牟岐町        |
| 橘村         |              | 牟岐村                      | 大正4年11月10日 町制 牟岐町    | 牟岐町                           | 牟岐町                                     | 牟岐町                                                 | 牟岐町                                                      | 牟岐町                 | 牟岐町        |
| 牟岐浦       |              | 牟岐村                      | 大正4年11月10日 町制 牟岐町    | 牟岐町                           | 牟岐町                                     | 牟岐町                                                 | 牟岐町                                                      | 牟岐町                 | 牟岐町        |
| 灘村         |              | 牟岐村                      | 大正4年11月10日 町制 牟岐町    | 牟岐町                           | 牟岐町                                     | 牟岐町                                                 | 牟岐町                                                      | 牟岐町                 | 牟岐町        |
| 川長村       |              | 牟岐村                      | 大正4年11月10日 町制 牟岐町    | 牟岐町                           | 牟岐町                                     | 牟岐町                                                 | 牟岐町                                                      | 牟岐町                 | 牟岐町        |
| 中村         |              | 牟岐村                      | 大正4年11月10日 町制 牟岐町    | 牟岐町                           | 牟岐町                                     | 牟岐町                                                 | 牟岐町                                                      | 牟岐町                 | 牟岐町        |
| 内妻村       |              | 牟岐村                      | 大正4年11月10日 町制 牟岐町    | 牟岐町                           | 牟岐町                                     | 牟岐町                                                 | 牟岐町                                                      | 牟岐町                 | 牟岐町        |
| 浅川村       | 浅川村       | 浅川村                      | 浅川村                         | 浅川村                           | 浅川村                                     | 昭和30年3月31日 海南町                                 | 昭和30年3月31日 海南町                                      | 平成18年3月31日 海陽町 | 海陽町        |
| 浅川浦       |              | 浅川村                      | 浅川村                         | 浅川村                           | 浅川村                                     | 昭和30年3月31日 海南町                                 | 昭和30年3月31日 海南町                                      | 平成18年3月31日 海陽町 | 海陽町        |
| 大里村       | 大里村       | 川東村                      | 川東村                         | 川東村                           | 川東村                                     | 昭和30年3月31日 海南町                                 | 昭和30年3月31日 海南町                                      | 平成18年3月31日 海陽町 | 海陽町        |
| 四方原村     |              | 川東村                      | 川東村                         | 川東村                           | 川東村                                     | 昭和30年3月31日 海南町                                 | 昭和30年3月31日 海南町                                      | 平成18年3月31日 海陽町 | 海陽町        |
| 多楽村       |              | 川東村                      | 川東村                         | 川東村                           | 川東村                                     | 昭和30年3月31日 海南町                                 | 昭和30年3月31日 海南町                                      | 平成18年3月31日 海陽町 | 海陽町        |
| 吉野村       |              | 川東村                      | 川東村                         | 川東村                           | 川東村                                     | 昭和30年3月31日 海南町                                 | 昭和30年3月31日 海南町                                      | 平成18年3月31日 海陽町 | 海陽町        |
| 熟田村       |              | 川東村                      | 川東村                         | 川東村                           | 川東村                                     | 昭和30年3月31日 海南町                                 | 昭和30年3月31日 海南町                                      | 平成18年3月31日 海陽町 | 海陽町        |
| 平井村       | 平井村       | 川上村                      | 川上村                         | 川上村                           | 川上村                                     | 昭和30年3月31日 海南町                                 | 昭和30年3月31日 海南町                                      | 平成18年3月31日 海陽町 | 海陽町        |
| 小川村       |              | 川上村                      | 川上村                         | 川上村                           | 川上村                                     | 昭和30年3月31日 海南町                                 | 昭和30年3月31日 海南町                                      | 平成18年3月31日 海陽町 | 海陽町        |
| 神野村       |              | 川上村                      | 川上村                         | 川上村                           | 川上村                                     | 昭和30年3月31日 海南町                                 | 昭和30年3月31日 海南町                                      | 平成18年3月31日 海陽町 | 海陽町        |
| 若松村       |              | 川上村                      | 川上村                         | 川上村                           | 川上村                                     | 昭和30年3月31日 海南町                                 | 昭和30年3月31日 海南町                                      | 平成18年3月31日 海陽町 | 海陽町        |
| 相川村       |              | 川上村                      | 川上村                         | 川上村                           | 川上村                                     | 昭和30年3月31日 海南町                                 | 昭和30年3月31日 海南町                                      | 平成18年3月31日 海陽町 | 海陽町        |
| 高園村       | 高園村       | 川西村                      | 川西村                         | 川西村                           | 川西村                                     | 昭和30年3月31日 海部町                                 | 昭和30年3月31日 海部町                                      | 平成18年3月31日 海陽町 | 海陽町        |
| 野江村       |              | 川西村                      | 川西村                         | 川西村                           | 川西村                                     | 昭和30年3月31日 海部町                                 | 昭和30年3月31日 海部町                                      | 平成18年3月31日 海陽町 | 海陽町        |
| 芝村         |              | 川西村                      | 川西村                         | 川西村                           | 川西村                                     | 昭和30年3月31日 海部町                                 | 昭和30年3月31日 海部町                                      | 平成18年3月31日 海陽町 | 海陽町        |
| 中山村       |              | 川西村                      | 川西村                         | 川西村                           | 川西村                                     | 昭和30年3月31日 海部町                                 | 昭和30年3月31日 海部町                                      | 平成18年3月31日 海陽町 | 海陽町        |
| 櫛川村       |              | 川西村                      | 川西村                         | 川西村                           | 川西村                                     | 昭和30年3月31日 海部町                                 | 昭和30年3月31日 海部町                                      | 平成18年3月31日 海陽町 | 海陽町        |
| 吉田村       |              | 川西村                      | 川西村                         | 川西村                           | 川西村                                     | 昭和30年3月31日 海部町                                 | 昭和30年3月31日 海部町                                      | 平成18年3月31日 海陽町 | 海陽町        |
| 富田村       |              | 川西村                      | 川西村                         | 川西村                           | 川西村                                     | 昭和30年3月31日 海部町                                 | 昭和30年3月31日 海部町                                      | 平成18年3月31日 海陽町 | 海陽町        |
| 多井村       |              | 川西村                      | 川西村                         | 川西村                           | 川西村                                     | 昭和30年3月31日 海部町                                 | 昭和30年3月31日 海部町                                      | 平成18年3月31日 海陽町 | 海陽町        |
| 鞆浦         | 鞆浦         | 鞆奥村                      | 大正12年1月1日 町制 鞆奥町     | 鞆奥町                           | 鞆奥町                                     | 昭和30年3月31日 海部町                                 | 昭和30年3月31日 海部町                                      | 平成18年3月31日 海陽町 | 海陽町        |
| 奥浦         |              | 鞆奥村                      | 大正12年1月1日 町制 鞆奥町     | 鞆奥町                           | 鞆奥町                                     | 昭和30年3月31日 海部町                                 | 昭和30年3月31日 海部町                                      | 平成18年3月31日 海陽町 | 海陽町        |
| 宍喰浦       | 宍喰浦       | 宍喰村                      | 大正13年4月10日 町制 宍喰町    | 宍喰町                           | 宍喰町                                     | 宍喰町                                                 | 宍喰町                                                      | 平成18年3月31日 海陽町 | 海陽町        |
| 久保村       |              | 宍喰村                      | 大正13年4月10日 町制 宍喰町    | 宍喰町                           | 宍喰町                                     | 宍喰町                                                 | 宍喰町                                                      | 平成18年3月31日 海陽町 | 海陽町        |
| 日比原村     |              | 宍喰村                      | 大正13年4月10日 町制 宍喰町    | 宍喰町                           | 宍喰町                                     | 宍喰町                                                 | 宍喰町                                                      | 平成18年3月31日 海陽町 | 海陽町        |
| 尾崎村       |              | 宍喰村                      | 大正13年4月10日 町制 宍喰町    | 宍喰町                           | 宍喰町                                     | 宍喰町                                                 | 宍喰町                                                      | 平成18年3月31日 海陽町 | 海陽町        |
| 久尾村       |              | 宍喰村                      | 大正13年4月10日 町制 宍喰町    | 宍喰町                           | 宍喰町                                     | 宍喰町                                                 | 宍喰町                                                      | 平成18年3月31日 海陽町 | 海陽町        |
| 船津村       |              | 宍喰村                      | 大正13年4月10日 町制 宍喰町    | 宍喰町                           | 宍喰町                                     | 宍喰町                                                 | 宍喰町                                                      | 平成18年3月31日 海陽町 | 海陽町        |
| 塩深村       |              | 宍喰村                      | 大正13年4月10日 町制 宍喰町    | 宍喰町                           | 宍喰町                                     | 宍喰町                                                 | 宍喰町                                                      | 平成18年3月31日 海陽町 | 海陽町        |
| 角坂村       |              | 宍喰村                      | 大正13年4月10日 町制 宍喰町    | 宍喰町                           | 宍喰町                                     | 宍喰町                                                 | 宍喰町                                                      | 平成18年3月31日 海陽町 | 海陽町        |
| 芥附村       |              | 宍喰村                      | 大正13年4月10日 町制 宍喰町    | 宍喰町                           | 宍喰町                                     | 宍喰町                                                 | 宍喰町                                                      | 平成18年3月31日 海陽町 | 海陽町        |
| 広岡村       |              | 宍喰村                      | 大正13年4月10日 町制 宍喰町    | 宍喰町                           | 宍喰町                                     | 宍喰町                                                 | 宍喰町                                                      | 平成18年3月31日 海陽町 | 海陽町        |
| 小谷村       |              | 宍喰村                      | 大正13年4月10日 町制 宍喰町    | 宍喰町                           | 宍喰町                                     | 宍喰町                                                 | 宍喰町                                                      | 平成18年3月31日 海陽町 | 海陽町        |
| 古屋村       | 古屋村       | 下木頭村                    | 下木頭村                       | 昭和4年7月1日 那賀郡宮浜村に編入 | 那賀郡宮浜村                               | 昭和31年9月30日 那賀郡上那賀村                         | 昭和32年1月1日 町制 那賀郡上那賀町                          | 那賀郡 那賀町          | 那賀郡 那賀町 |
| 小計村       |              | 下木頭村                    | 下木頭村                       | 昭和4年7月1日 那賀郡宮浜村に編入 | 那賀郡宮浜村                               | 昭和31年9月30日 那賀郡上那賀村                         | 昭和32年1月1日 町制 那賀郡上那賀町                          | 那賀郡 那賀町          | 那賀郡 那賀町 |
| 大戸村       |              | 下木頭村                    | 下木頭村                       | 昭和4年7月1日 那賀郡宮浜村に編入 | 那賀郡宮浜村                               | 昭和31年9月30日 那賀郡上那賀村                         | 昭和32年1月1日 町制 那賀郡上那賀町                          | 那賀郡 那賀町          | 那賀郡 那賀町 |
| 深森村       |              | 下木頭村                    | 下木頭村                       | 昭和4年7月1日 那賀郡宮浜村に編入 | 那賀郡宮浜村                               | 昭和31年9月30日 那賀郡上那賀村                         | 昭和32年1月1日 町制 那賀郡上那賀町                          | 那賀郡 那賀町          | 那賀郡 那賀町 |
| 川俣村       |              | 下木頭村                    | 下木頭村                       | 昭和4年7月1日 那賀郡宮浜村に編入 | 那賀郡宮浜村                               | 昭和31年9月30日 那賀郡上那賀村                         | 昭和32年1月1日 町制 那賀郡上那賀町                          | 那賀郡 那賀町          | 那賀郡 那賀町 |
| 成瀬村       | 成瀬村       | 中木頭村                    | 中木頭村                       | 中木頭村                         | 昭和26年1月1日 所属変更・改称 那賀郡平谷村 | 昭和31年9月30日 那賀郡上那賀村                         | 昭和32年1月1日 町制 那賀郡上那賀町                          | 那賀郡 那賀町          | 那賀郡 那賀町 |
| 府殿村       |              | 中木頭村                    | 中木頭村                       | 中木頭村                         | 昭和26年1月1日 所属変更・改称 那賀郡平谷村 | 昭和31年9月30日 那賀郡上那賀村                         | 昭和32年1月1日 町制 那賀郡上那賀町                          | 那賀郡 那賀町          | 那賀郡 那賀町 |
| 丈ヶ谷村     |              | 中木頭村                    | 中木頭村                       | 中木頭村                         | 昭和26年1月1日 所属変更・改称 那賀郡平谷村 | 昭和31年9月30日 那賀郡上那賀村                         | 昭和32年1月1日 町制 那賀郡上那賀町                          | 那賀郡 那賀町          | 那賀郡 那賀町 |
| 御所谷村     |              | 中木頭村                    | 中木頭村                       | 中木頭村                         | 昭和26年1月1日 所属変更・改称 那賀郡平谷村 | 昭和31年9月30日 那賀郡上那賀村                         | 昭和32年1月1日 町制 那賀郡上那賀町                          | 那賀郡 那賀町          | 那賀郡 那賀町 |
| 大殿村       |              | 中木頭村                    | 中木頭村                       | 中木頭村                         | 昭和26年1月1日 所属変更・改称 那賀郡平谷村 | 昭和31年9月30日 那賀郡上那賀村                         | 昭和32年1月1日 町制 那賀郡上那賀町                          | 那賀郡 那賀町          | 那賀郡 那賀町 |
| 平谷村       |              | 中木頭村                    | 中木頭村                       | 中木頭村                         | 昭和26年1月1日 所属変更・改称 那賀郡平谷村 | 昭和31年9月30日 那賀郡上那賀村                         | 昭和32年1月1日 町制 那賀郡上那賀町                          | 那賀郡 那賀町          | 那賀郡 那賀町 |
| 白石村       |              | 中木頭村                    | 中木頭村                       | 中木頭村                         | 昭和26年1月1日 所属変更・改称 那賀郡平谷村 | 昭和31年9月30日 那賀郡上那賀村                         | 昭和32年1月1日 町制 那賀郡上那賀町                          | 那賀郡 那賀町          | 那賀郡 那賀町 |
| 海川村       | 海川村       | 上木頭村                    | 上木頭村                       | 上木頭村                         | 昭和26年1月1日 所属変更 那賀郡上木頭村     | 那賀郡上木頭村                                         | 昭和32年1月1日 那賀郡上那賀村に編入 即日町制 那賀郡上那賀町 | 那賀郡 那賀町          | 那賀郡 那賀町 |
| 助村         | 助村         | 上木頭村                    | 上木頭村                       | 上木頭村                         | 昭和26年1月1日 所属変更 那賀郡上木頭村     | 那賀郡上木頭村                                         | 那賀郡木頭村                                                | 那賀郡 那賀町          | 那賀郡 那賀町 |
| 出原村       | 出原村       | 上木頭村                    | 明治44年10月1日 奥木頭村に編入 | 昭和8年1月1日 改称 木頭村        | 昭和26年1月1日 所属変更 那賀郡木頭村       | 那賀郡木頭村                                           | 那賀郡木頭村                                                | 那賀郡 那賀町          | 那賀郡 那賀町 |
| 和無田村     |              | 上木頭村                    | 明治44年10月1日 奥木頭村に編入 | 昭和8年1月1日 改称 木頭村        | 昭和26年1月1日 所属変更 那賀郡木頭村       | 那賀郡木頭村                                           | 那賀郡木頭村                                                | 那賀郡 那賀町          | 那賀郡 那賀町 |
| 南宇村       | 南宇村       | 奥木頭村                    | 奥木頭村                       | 昭和8年1月1日 改称 木頭村        | 昭和26年1月1日 所属変更 那賀郡木頭村       | 那賀郡木頭村                                           | 那賀郡木頭村                                                | 那賀郡 那賀町          | 那賀郡 那賀町 |
| 折宇村       |              | 奥木頭村                    | 奥木頭村                       | 昭和8年1月1日 改称 木頭村        | 昭和26年1月1日 所属変更 那賀郡木頭村       | 那賀郡木頭村                                           | 那賀郡木頭村                                                | 那賀郡 那賀町          | 那賀郡 那賀町 |
| 北川村       |              | 奥木頭村                    | 奥木頭村                       | 昭和8年1月1日 改称 木頭村        | 昭和26年1月1日 所属変更 那賀郡木頭村       | 那賀郡木頭村                                           | 那賀郡木頭村                                                | 那賀郡 那賀町          | 那賀郡 那賀町 |
| 西宇村       |              | 奥木頭村                    | 奥木頭村                       | 昭和8年1月1日 改称 木頭村        | 昭和26年1月1日 所属変更 那賀郡木頭村       | 那賀郡木頭村                                           | 那賀郡木頭村                                                | 那賀郡 那賀町          | 那賀郡 那賀町 |

## 行政
高知県海部郡長
| 代 | 氏名 | 就任年月日               | 退任年月日               | 備考         |
| -- | ---- | ------------------------ | ------------------------ | ------------ |
| 1  |      | 明治12年（1879年）1月4日 |                          |              |
|    |      |                          | 明治13年（1880年）3月1日 | 徳島県に移管 |

徳島県海部郡長
| 代 | 氏名     | 就任年月日                | 退任年月日                | 備考                   |
| -- | -------- | ------------------------- | ------------------------- | ---------------------- |
| 1  |          | 明治13年（1880年）3月2日  |                           |                        |
|    | 浜田盛禎 | 明治35年（1902年）10月1日 | 明治43年（1910年）2月13日 |                        |
|    |          |                           | 大正15年（1926年）6月30日 | 郡役所廃止により、廃官 |